# 金德鎮區 (密蘇里州開普吉拉多縣)
金德鎮區（英語：Kinder Township）是位於美國密蘇里州開普吉拉多縣的一個行政鎮區。

## 地方資料
金德鎮區的面積為83.23平方千米，當中陸地面積為83.14平方千米，而水域面積為0.09平方千米。根據2020年美國人口普查的數據，當地共有人口1074人，而人口密度為每平方千米12.9人。